# Вулиця Карла Маркса (Сімферополь)
Вулиця Карла Маркса (крим. Karl Marks soqağı) — вулиця в Центральному та Залізничному районах Сімферополя, одна з центральних вулиць міста. Названа на честь Карла Маркса, історична назва — Велика Перекопська.

## Опис
Загальна довжина вулиці становить 1.3 км.
Вулиця бере початок на перехресті з проспектом Кірова та Севастопольською вулицею, та закінчується на перехресті з вулицею Павленка.
Перетинається вулицями Пушкіна, Сєрова, Жуковського, Желябова, Толстого та Галерейним провулком.
На ділянці з проспекту Кірова по вулицю Жуковського пішохідна, частина так званих «Хрестів», далі з одностороннім рухом.
На вулиці знаходяться будинок Семерджієва, Кримський Будинок художника, будівля Верховної Ради Автономної Республіки Крим на площі Республіки, Кримський медичний коледж в будівлі Богадільного будинку О. С. Таранова-Бєлозерова, комплекс споруд садиби Арендтів-Ребець, гімназія № 1 імені К. Д. Ушинського у Сімферополі, Сквер Перемоги та Сквер Республіки на місці колишнього готелю «Асторія».

## Історія
Спочатку називалася «Дорога на Перекоп», або «Велика Перекопська дорога», за напрямом на Перекоп. Так вона називалася не тільки в побуті, а й на планах частин міста, скажімо, за 1804 рік.
Іноді її називали Московською вулицею, хоча ще 1829 році один із сімферопольців свідчив, що весь простір в районі нинішніх вулиць Карла Маркса та Долгоруківська був вигіном для худоби; було лише кілька будинків на кутах вулиць. Далі, до нинішнього залізничного вокзалу, йшла топка низовина рівнина, де плавали дикі качки. І навіть у 1843 році міська дума щодо губернського правління змушена була констатувати, що «з боку Московської вулиці купець Крюков побудував на кожному розі по дві лави. Решта теж порожня».
У 1839 році, коли були затверджені перші назви вулиць, вулиця була названа Поліцейською (за головною її будівлею — Будинку поліції, побудованому в 1808—1810 роках).
27 вересня 1890 року міська дума постановила «на ознаменування майбутнього відкриття у місті пам'ятника Катерині II перейменувати вулицю Поліцейську, назвати її Катерининською».
Але поступово вулиця забудовувалась і ставала центральною. А оскільки торг завжди тяжів до найжвавіших місць, то тут з'явилася ціла система крамничок та магазинів. Не випадково член Російської Академії наук Анатолій Миколайович Демидов, що подорожував Кримом 1837 році, зазначав, що «у цьому ж місті ціла вулиця надана євреям, вулиця широка, з обох боків, з кінця в кінець, облямована лавками. Тут знаходяться різноманітні інструменти, гармати, посуд, метали, тканини, необхідні для європейського споживача; тут же міняли, це безсмертне покоління фарисеїв, виставляє купи своїх золотих, срібних та паперових грошей».

Центром торгу був комплекс магазинів Гостинний двір, що забудовувався з 1829 році у квадраті сучасних вулиць Карла Маркса, Сєрова, Долгоруківської та Пушкіна. Десь тут у 1842 році на повну силу торгував, можливо, дід майбутнього глави кримського крайового уряду С. С. Криму — С. С. Нейман. На додаток до газети «Таврійські відомості» за 23 вересня власник рекламував свій торг так:
«У Сімферополі, в магазині купця Соломона Неймана продається різних сортів і за подібними цінами письмовий, поштовий і газетний папір … від 4 рублів 50 копійок до 12 рублів 50 копійок сріблом, а поштова від 15 до 20 рублів сріблом за повну стопу».
На початку XX століття тут вже з'явилися першокласні магазини, що суперничали зі столичними, або були їх філіями. Наприклад, магазин Л. Зусмана «чоловічого, дамського і дитячого плаття нових фасонів», «музичний та нотний магазин найширший на півдні Росії (роялі, піаніно та фісгармонії, склад грамофонів, ноти)» — «в будинку Сарафа», «Слов'янський магазин Краличек та Брна модно-галантерейні товари», «Мануфактурний магазин М. Шухмана», «Магазин чоловічого і жіночого вбрання В. А. Барон», «Модно-галантерейний магазин братів Глухових» та інші. Тут же жваво торгували різні кафе, кондитерські та булочні.
Тоді ж на вулиці з'явилися і дорогі двоповерхові будинки купців Спіро, Ластіга, Ланга, Чирахова, Шнейдера, Сарафа, Бухштаба тощо. Зрозуміло, що міська влада прагнула перетворити цю вулицю на зразкову, а домовласники змагалися один з одним з розкоші та краси будинків; доброустроєм вулиці займалися як міська влада, так і домовласники. Наприклад, в 1864 році через великий яр, що проходив уздовж вулиці, був влаштований міст, який в 1910—1913 роках реконструювали та влаштували під ним водостічну канаву.
Шосована вулиця також була однією з перших — ще в 1840-х роках її спочатку замостили «гуркотеним каменем», взятим з річища, потім гранітом. На початку XX століття вулиця була й асфальтована, до того ж у 1914 році від залізничного вокзалу до Пушкінської (зараз Пушкіна) були прокладені трамвайні рейки та відкрито рух.
У 1916 році дугові ліхтарі на вулиці були замінені лампочками розжарювання. І хоча спочатку їх було лише шість, але це було досягненням міської управи.
Після перших визвольних змагань та радянської окупації, у 1924 році вулиця була перейменована у Троцького, але вже у 1928 році змінила назву на Карла Маркса.
У період німецької окупації 1941—1944 років вулиця називалася Гаупштрасе (нім. Hauptstraße, Головна вулиця).
З 1980 року почалося будівництва майбутньої будівлі Верховної Ради Автономної Республіки Крим, яке завершилося у 1988 році.
У 1984 році був відкритий Кримський Будинок художника.
У 2000-х роках під час реконструкції бруківка на пішохідній частині вулиці була замінена на тротуарну плитку.
1 червня 2013 року на місці колишнього готелю «Асторія» відкрили Сквер Республіки.
У 2022 році російська окупаційна влада «повернула» вулиці її дореволюційну назву — Катерининська.

## Галерея

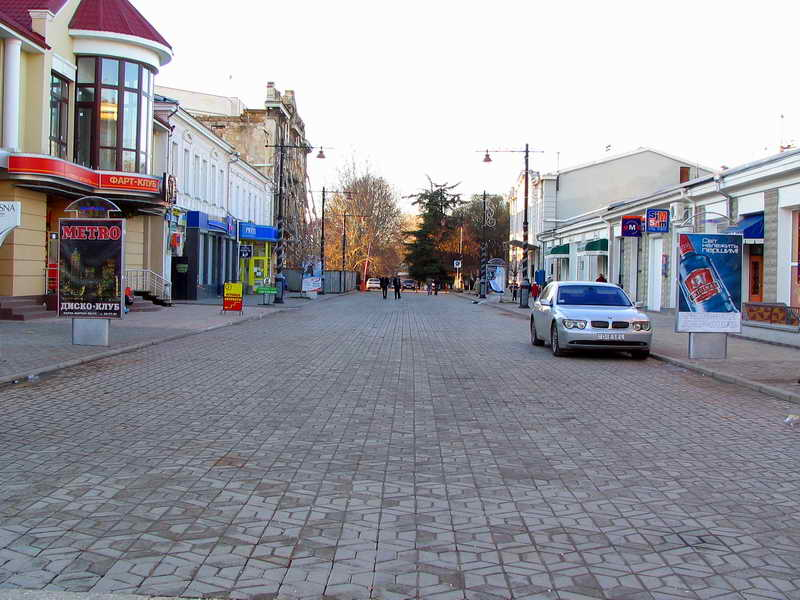
Вул. Карла Маркса, 2000-ні роки
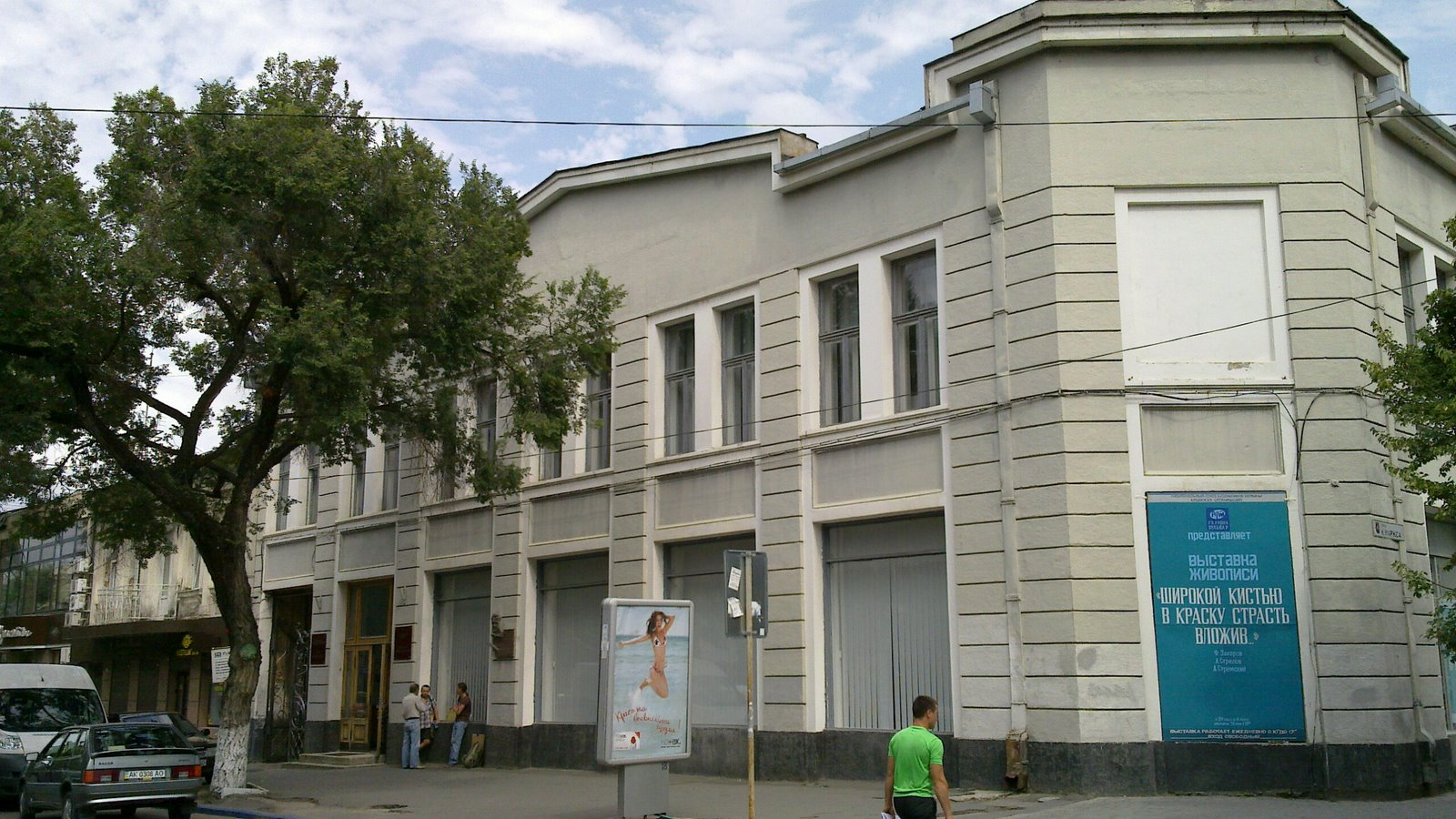
Кримський Будинок художника, 2010 рік
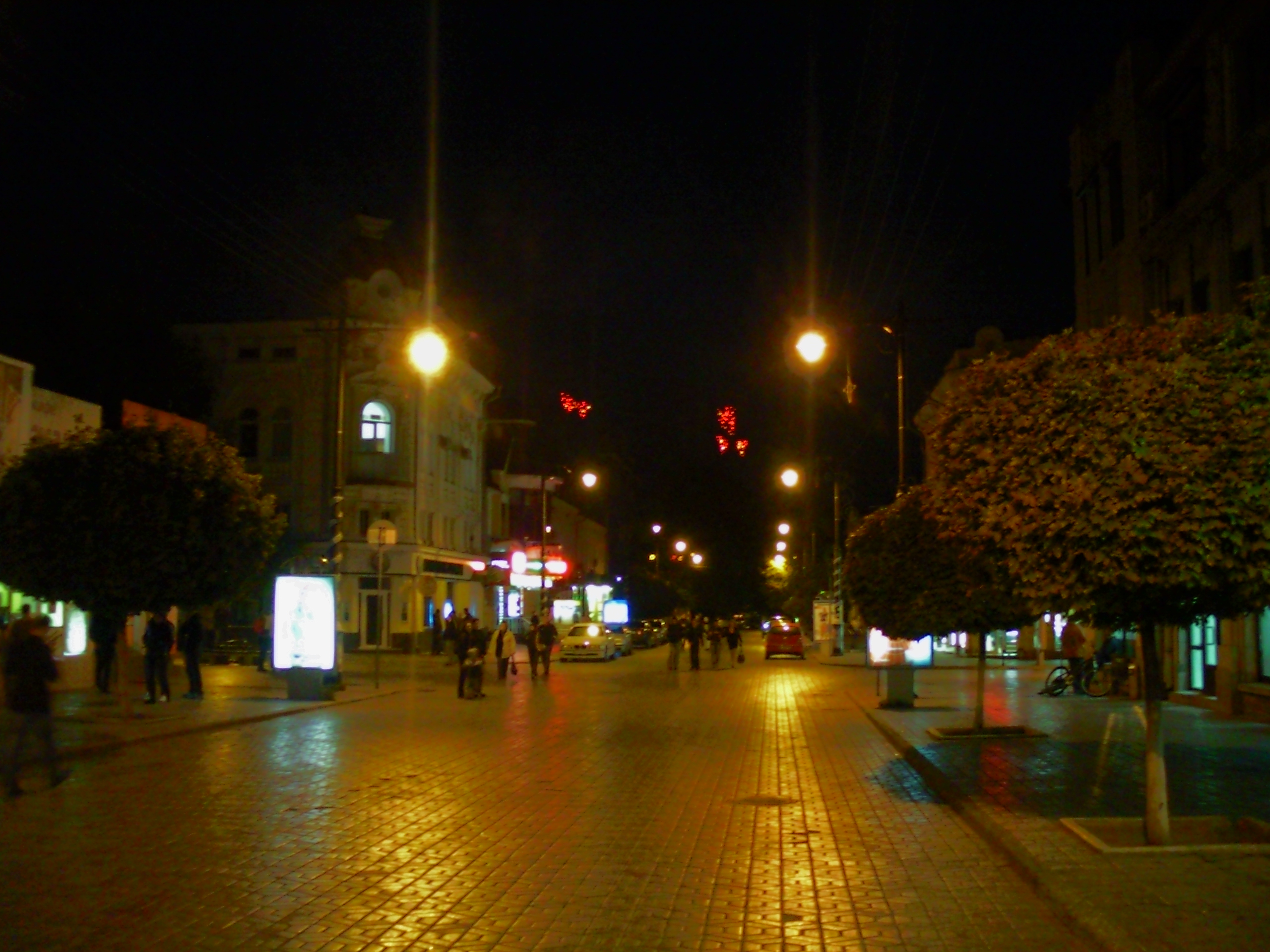
Пішохідна частина, 2011 рік
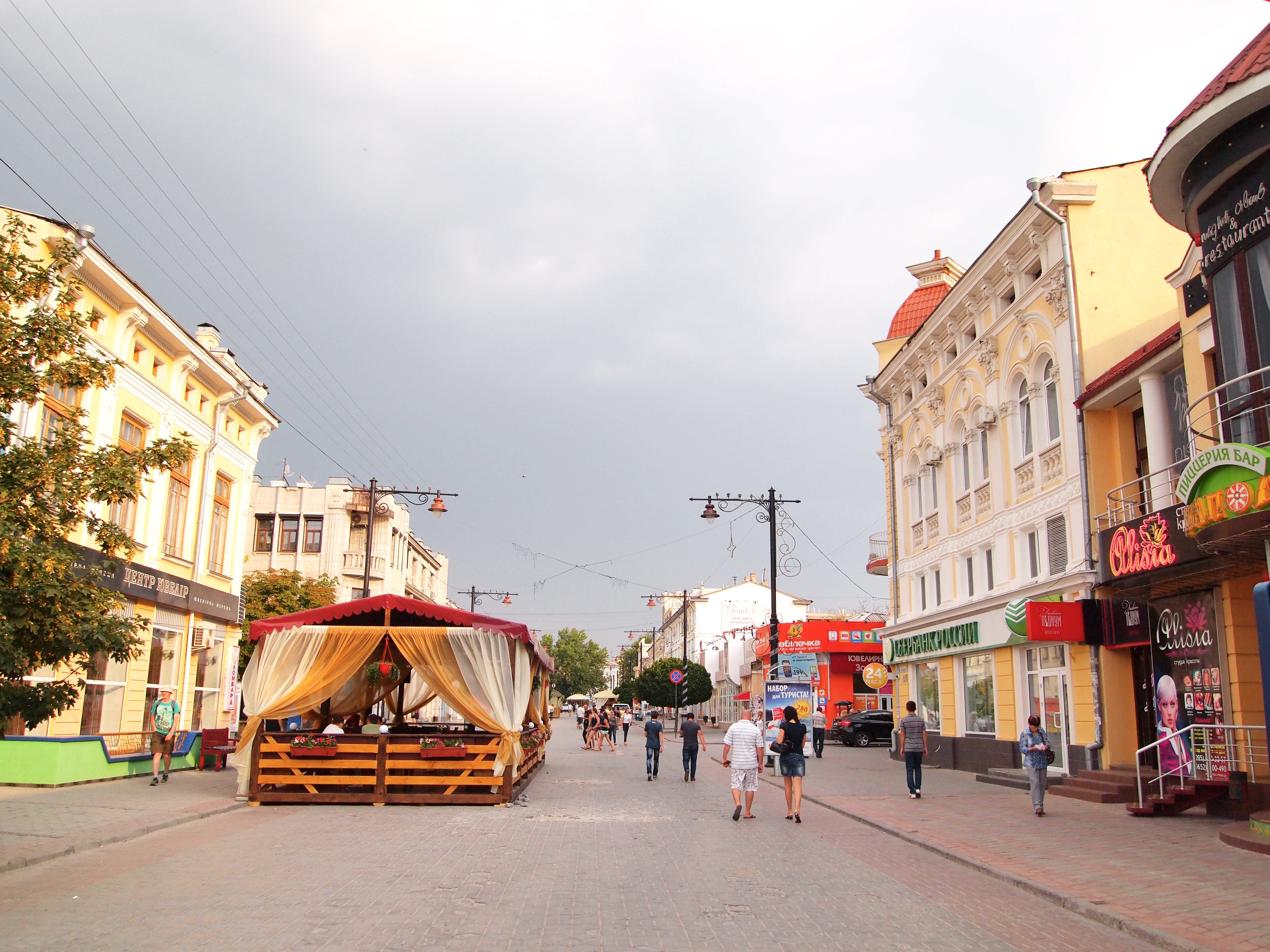
Пішохідна частина, 2013 рік
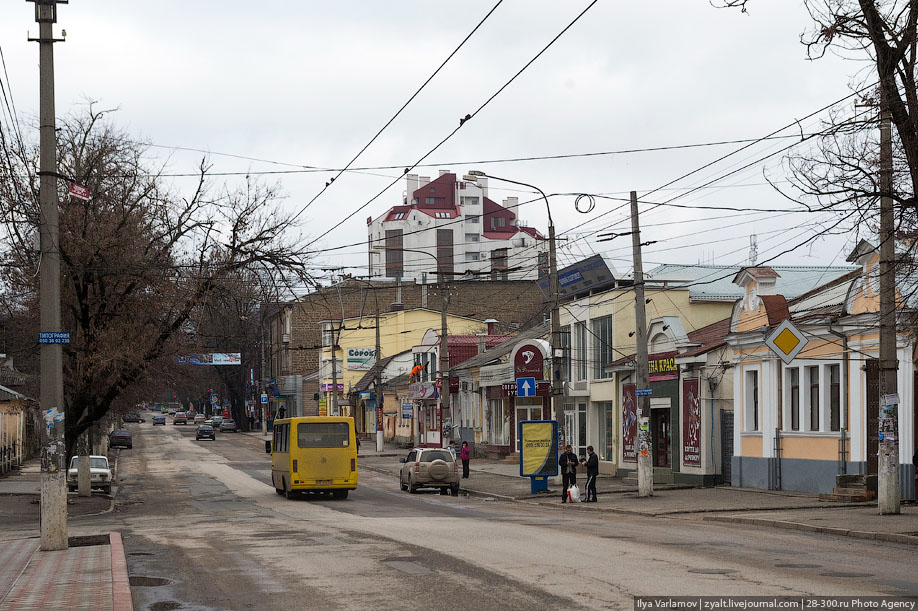
2013 рік
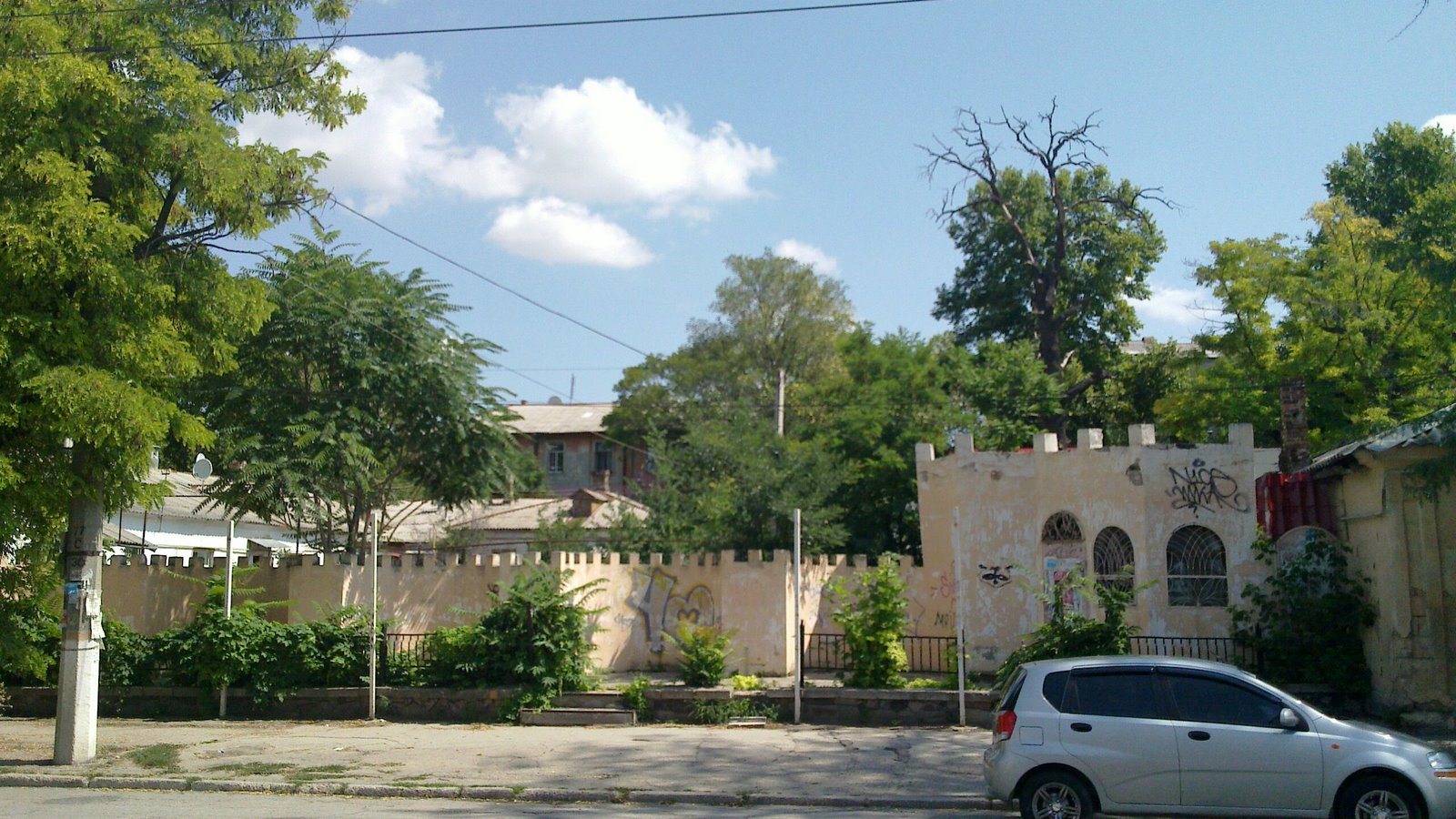
2012 рік